# Натаниэль Уингейт Пизли
Натаниэль Уингейт Пизли (англ. Nathaniel Wingate Peaslee) — вымышленный персонаж американского писателя ужасов Говарда Филлипса Лавкрафта, который появляется в повести «За гранью времён» (1935). Пизли появлялся в произведениях «Мифов Ктулху». Преподаватель политэкономии в Мискатоникском университете, живущий в Аркхеме, штат Массачусетс. Похищен пришельцами.

## Описание
Лавкрафта так описывает его в повести «За гранью времён» (1935): 
В четверг 14 мая 1908 года прямо на лекции произошел тот самый странный припадок амнезии. Все случилось внезапно, хотя позднее я пришел к выводу, что неясные видения, короткими пробежками возникавшие за несколько часов до того — нечто бессмысленно хаотическое, встревожившее меня в первую очередь своей неординарностью. В себя я вернулся через 5 лет 4 месяца и 13 дней в своем доме на Крэйн-стрит, 16. Я не представлял себе, кто я такой, хотя, я всячески старался скрыть этот пробел в знаниях. Взгляд мой, останавливаясь на окружающих, явно их не узнавал, а движения лицевых мышц резко отличались от обычной мимики. Я испытывал определенные сложности с управлением своими речевыми органами, а моя манера выражаться имела неестественно-выспренний оттенок. Произношение было каким-то по-варварски чужеядным, а словарь включал давно забытые архаизмы и совершенно непостижимые новообразования. Мне потребовалось много времени, чтобы вновь научиться владеть всеми частями тела и выполнять даже самые простые и обыденные операции. Я имел неосторожность сослаться на некоторые исторические факты, относящиеся ко временам гораздо более древним, чем в состоянии были представить ученые-историки — и тут же поспешил обратить свои слова в шутку, заметив неподдельное изумление на лицах собеседников. Кроме того, я имел весьма странную привычку рассуждать о будущих событиях как об уже совершившихся.
Натаниэль Уингейт Пизли — профессор политической экономики в Мискатоникском университете города Аркхема. В 1895 году получил звание профессора; в 1898 году адъюнкт-профессора, а с 1902 года полное профессорское звание. Родился в 1871 году в семье Джонатана и Ганны (Уингейт) Пизли в Хаверхиле, штат Массачусетс, в доме на Бордмэн-стрит. В 1896 году женился на Алисе Кизар (Alice Keezar). Трое детей — Роберт, Уингейт и Ганна появились на свет в 1898, 1900 и 1903 годах.
14 мая 1908 года Пизли поразил припадок, который вызвал необычный случай амнезии и серьёзные изменения личности. Его телом завладел пришелец, а разум ученого оказался в далёком прошлом, в теле конусообразного йитианца. Следующие пять лет Пизли активно изучал историю, естественные науки, искусство, языки, фольклор, антропологию, мифологию, теософию, эзотерику, древнеиндийские сказания и мифы о пришельцах. Интеллектуальные возможности его второй личности на несколько порядков превосходили его собственные. Пизли много путешествовал: в 1909 году посетил Гималаи; в 1911 в Аравийскую пустыню, летом 1912 отправился на судне на север от Шпицбергена; и пещеры в западной Виргинии. Альтер-эго Пизли встречался с оккультистами и изучал запретные книги. Из-за разительных изменений личности, его жена развелась с ним, а дети перестали общаться, за исключением сына Уингейта. Пизли собрал «проекционную машину» и сознание йитианца покинуло его тело.
Пизли пришел в себя в 1913 году. Он ничего не помнил, в результате чего у него повторно формируется личность, он заново адаптируется к человеческому телу, и появляется конфликт с ложными псевдовоспоминаниями о жизни инопланетных существ в огромных каменных городах; он говорил на языке Акло и на классическом греческом. Пизли ставил все увиденное под сомнение и страдает нарушением временного восприятия, и признаками навязчивой паранойи. Он отслеживал свои передвижения в прошлом по записям в книгах библиотек. Пизли мучили галлюцинации и кошмары. Он восстановил должность профессора и несколько лет пытался обнаружить корни недуга. Ему удалось найти несколько похожих поразительно похожих случаев амнезии у пациентов психбольницы, которые потеряли память и изучали разные науки. В 1922 году университет присвоил ему звание профессора факультета психологии Мискатоника.
В 1935 году Пизли, вместе со своим сыном Уингейтом, Уильямом Дайером («Хребты безумия») и Тайлером Фриборном, отправились на раскопки древнего города в Большую песчаную пустыню в Австралии Через полтора месяца Пизли остановил раскопки. Уингейт Пизли опубликовал материалы в книге под названием «Тень за гранью времени» в издательстве «Golden Goblin Press» в Филадельфии в 1936 году.

## Вдохновение
В характере Пизли есть автобиографические аспекты Лавкрафта: манера речи Пизли приобрела оттенок, характерный для людей, которые долго изучали английских язык; годы его амнезии соответствуют периоду подросткового возраста Лавкрафта, когда с ним случился нервный срыв, что заставило его бросить среднюю школу и отдалиться от общества. В течение этого периода Лавкрафт страдал от лицевых тиков, что отражено в неспособности Натаниэля поначалу контролировать свои лицевые мышцы, после того, как он вернулся в свое тело. У Пизли развился страх перед собственным телом, будто, ожидал увидеть нечто чужое и отвратительное. С. Т. Джоши называет Пизли «наиболее основательно проработанным персонажем ГФЛ», отмечая, что у героя есть сходство с отцом Лавкрафта — Уинфилдом Скоттом Лавкрафтом, который также вёл себя очень эксцентрично, когда лечился в психбольнице в течение пятилетнего периода. Пизли записывает в дневник свои сны, — как это делал и сам Лавкрафт.

## Другие авторы

### Брайан Ламли
В повести «Роющие недра» (1974) Брайан Ламли пишет, что Натаниель возглавлял организацию «Фонд Уилмарта», группе мистиков и телепатов, которые преследуют деятельность «божеств цикла Ктулху» («БЦК» (англ. Cthulhu Cycle deities «CCD»)). Фонд насчитывает более 500 человек, ученые ведут проекты по всему миру; телепаты выслеживают подземных червей при помощи модернизированного сейсмологического оборудования. Пизли приехал в Англию, чтобы помочь Кроу победить червеобразных хтонианцев . Инкубировал потомков Шудде-М’элл внутри бронированной клетки в главном штабе в Мискатоникском университете, который позже начал конкурировать с Фондом. Изготавливал звездные камни со Знаками Старцев, которые воздействуют на существ из Иного измерения.
В повести «Путешествие Титуса Кроу» (1975) Ламли пишет, что Натаниель был убит после неудачной попытки организации «Проекта X» убить Ктиллу, примерно в 1940-х годах.
В повести «Часы сна» (1978) Ламли упоминает Натаниель Пизли.

### Питер Роулик
В рассказе Питера Роулика «Холодная война, желтая лихорадка» (Cold War, Yellow Fever) (2014) рассказывается о докторе Пизли, старшем командире тайных операций вооруженных сил США, который специализируется на борьбе с инфекцией.

## Источник
- Lovecraft, Howard P. (July 2003) [1936]. S.T. Joshi; David E. Schultz (eds.). The Shadow Out of Time: The Corrected Text (2nd (softcover) ed.). New York, NY: Hippocampus Press. ISBN 0-9673215-3-0. Definitive version.
- S. T. Joshi and David E. Schultz, An H. P. Lovecraft Encyclopedia.